# Municipio de Forest (Iowa)
El municipio de Forest (en inglés: Forest Township) es un municipio ubicado en el condado de Winnebago en el estado estadounidense de Iowa. En el año 2010 tenía una población de 4611 habitantes y una densidad poblacional de 50,34 personas por km².

## Geografía
El municipio de Forest se encuentra ubicado en las coordenadas 43°17′18″N 93°39′58″O / 43.28833, -93.66611. Según la Oficina del Censo de los Estados Unidos, el municipio tiene una superficie total de 91.6 km², de la cual 91.32 km² corresponden a tierra firme y (0.31%) 0.28 km² es agua.

## Demografía
Según el censo de 2010, había 4611 personas residiendo en el municipio de Forest. La densidad de población era de 50,34 hab./km². De los 4611 habitantes, el municipio de Forest estaba compuesto por el 94.9% blancos, el 1.47% eran afroamericanos, el 0.26% eran amerindios, el 1.08% eran asiáticos, el 0.02% eran isleños del Pacífico, el 0.82% eran de otras razas y el 1.43% pertenecían a dos o más razas. Del total de la población el 3.1% eran hispanos o latinos de cualquier raza.